# Adèle Kindt
Marie-Adélaïde Kindt, coneguda com Adèle Kindt, nascuda el dia 16 de desembre de 1804 a Brussel·les i morta el 8 de maig de 1893 a la mateixa ciutat, fou una pintora belga.

## Formació
Va ser amb Antoine Cardon que Adèle Kindt va aprendre dibuix abans de ser estudiant de Jacques-Louis David durant un temps. Després es va traslladar a l'estudi de Sophie Rude el 1821 Més endavant entrà a l'escola de François Joseph Navez, en la qual aprengué el «gran gènere».

## Carrera artística
L'any 1826 Adèle Kindt va guanyar el primer premi de pintura històrica al Saló de l'Acadèmia de Gant amb una obra que evoca un fet significatiu en la història dels Països Baixos: l'execució, el 1568, del comte d'Egmont. L'elecció d'un tema d'història nacional, el caràcter dramàtic, colpidor i sentimental de l'episodi representat –El comte d'Egmont s'acomiada de la seva dona i entrega al bisbe d'Ypres una carta per a Felip II– vinculen des d'un primer moment l'obra al corrent romàntic. Adèle Kindt produirà diversos quadres amb el mateix esperit. N'esmentem alguns: Elisabeth, reina d'Anglaterra, acusa el seu secretari i Lord Burleigh de l'execució de la sentència que acaba de signar contra Marie Stuart, un llenç que va exposar al Saló de Brussel·les de 1827 i que va ser adquirit pel govern tal com era, un any més tard, el seu Mélanchthon predicant el futur de Guillaume I, dit le Taciturne.
El 1829 va ser Marie Stuart al castell de Loch Leven, l'obra exposada al Saló de Brussel·les de 1830, després Francesc I i Elionor d'Àustria, sobre la qual la pintora comentaria, escrivint al secretari de l'Acadèmia Reial de Belles Arts de Brussel·les: "Francesc I, després de ser fet presoner en la batalla de Pavia, va ser portat a Espanya, al castell de Madrid. El dolor d'haver perdut el seu exèrcit i la contrarietat de la seva captivitat el van posar malalt. Carles V, volent alleujar la seva posició, el va fer cuidar per la seva germana Éléonore. Ja en temps de pau, aquesta princesa es va convertir en reina de França.»
Adèle Kindt està molt preocupada per les relacions públiques. Llegint les seves cartes adreçades als Secretaris de l'Acadèmia Reial de Belles Arts, hi trobem l'interès per comentar i explicar els seus quadres, els temes dels quals no sempre són fàcils de desxifrar.
La història contemporània també crida l'atenció de l'artista: els esdeveniments de la Revolució de Setembre belga li van inspirar La Revolució de 1830 o Episodi dels dies de setembre de 1830 (vegeu més avall). S'hi pot trobar una similitud amb La Marsellesa de François Rude, l'escultura a l'Arc de Triomf de París, en el moviment general de l'obra de mestre i alumna.
Però la pintura històrica no és l'única que practica la prolífica Adèle Kindt. Moltes escenes de gènere, alguns temes religiosos i alguns retrats en donen testimoni. Entre les teles pintades fins al 1830 i exposades als diferents salons holandesos i belgues, esmentem: David tocant l'arpa (1821), Nena jove amb un ermità (1822), Vell contacontes (1826), Madonna per a la capella de Chimay (1827), La família d'un pescador a l'espera del seu retorn (1828), L'alpinista escocès i la noia (1828), Una escala per a músics ambulants (1829), El retorn d'un jugador a la seva família (1830).
Fins al final de la seva carrera, molt llarga, Adèle Kindt va continuar pintant molts quadres. Si comptem només els que va exposar als diferents Salons belgues i holandesos entre 1825 i 1879, arribem sense dificultat a un total de més de seixanta obres.
Tota la seva vida està dedicada a la pintura. Té obra molt abundant, però els museus que tenien quadres d'Adèle Kindt els van vendre per adquirir quadres de grans mestres. I Amèrica és molt aficionada als temes històrics.
Les germanes d'Adèle Kindt són Laurence i Claire, també pintores.

## Obres
La seva obra consisteix principalment en pintura històrica i retrats.
- Museu de Brussel·les: Retrat del professor Auguste Baron (1826).[8]
- Museu de Kortrijk: Van Dyck fa admirar el poble de Zaventhem amb la seva pintura de la llegenda de Saint-Martin (1841).
- Ajuntament de Gant: Els darrers moments del comte d'Egmont (1826).
- Casa del Rei de Brussel·les: Episodi dels dies de setembre de 1830, sense signar, sense data.[5]
- Ajuntament de Mons: Retrat del comte Vinchant de Gontroeul, major general al servei d'Àustria (1860).
- Museu Charlier Brussel·les: Retrat d'Estelle Juste, comtessa del Sant Imperi (1818).
- Infermeria del Beguinatge de Brussel·les: Crist i els àngels (1851).
- Museu Couven d'Aquisgrà: Retrats de Franzeska i Augusta Kutgens

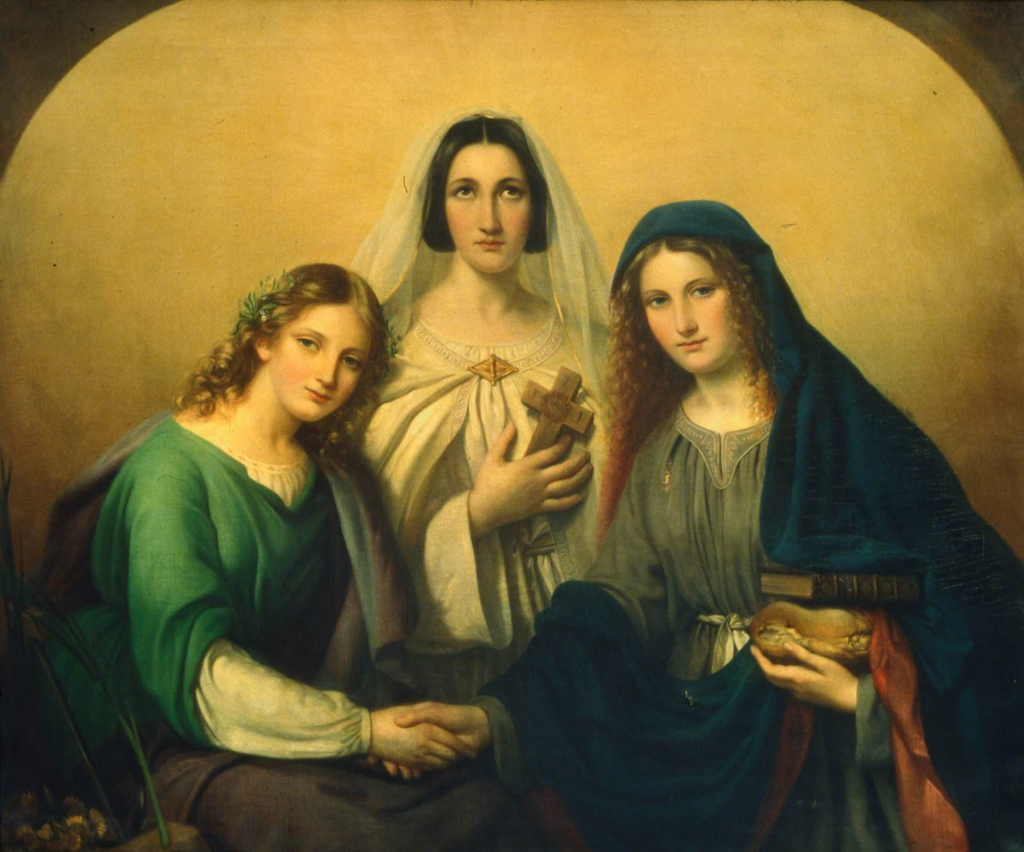
Fe, Esperança i Caritat, Museu de Belles Arts
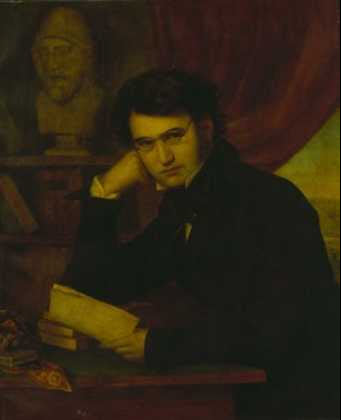
Retrat del professor Auguste Baron, 1826
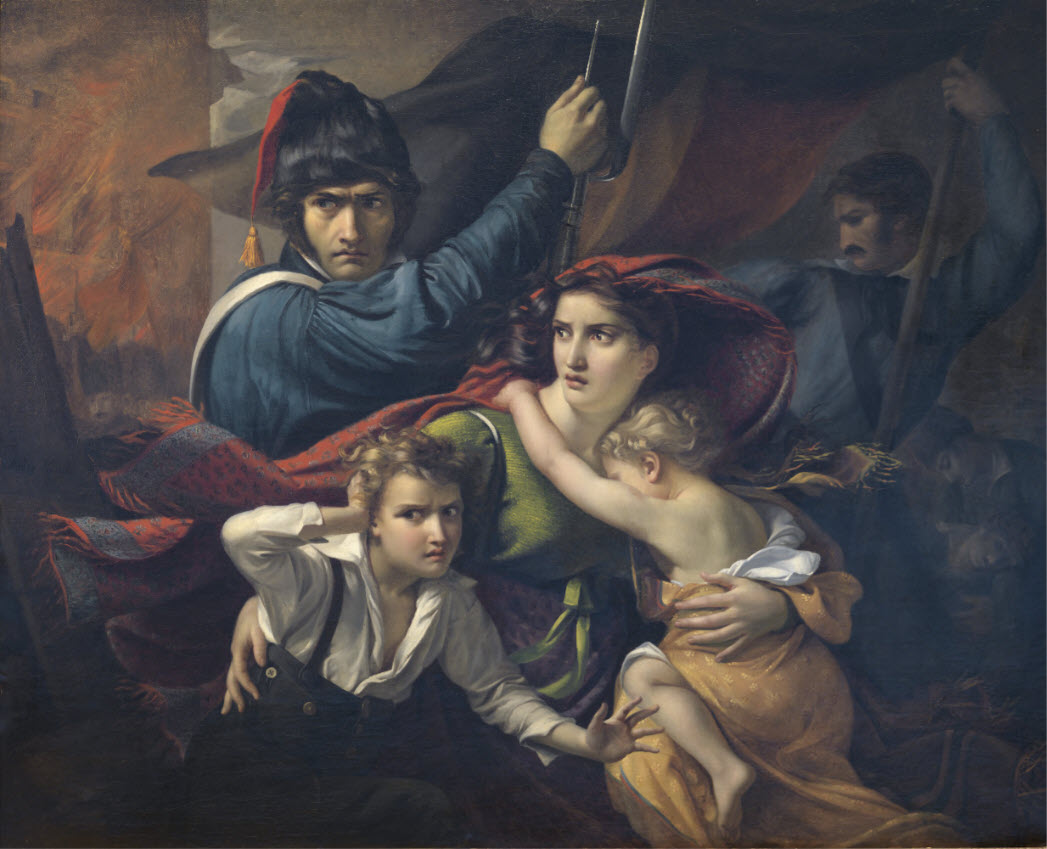
Episodi La revolució de 1830, 1830
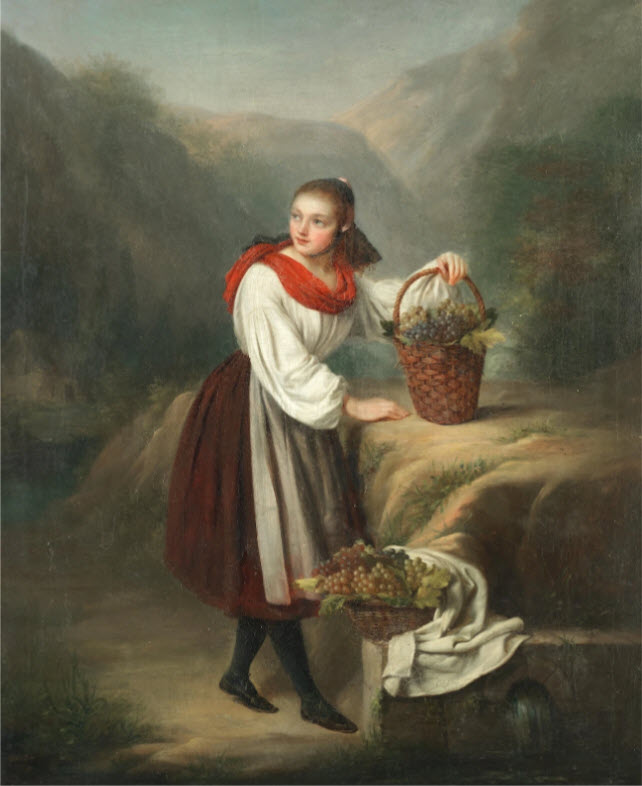
Una noia amb dues cistelles de raïm en un paisatge muntanyós, 1841
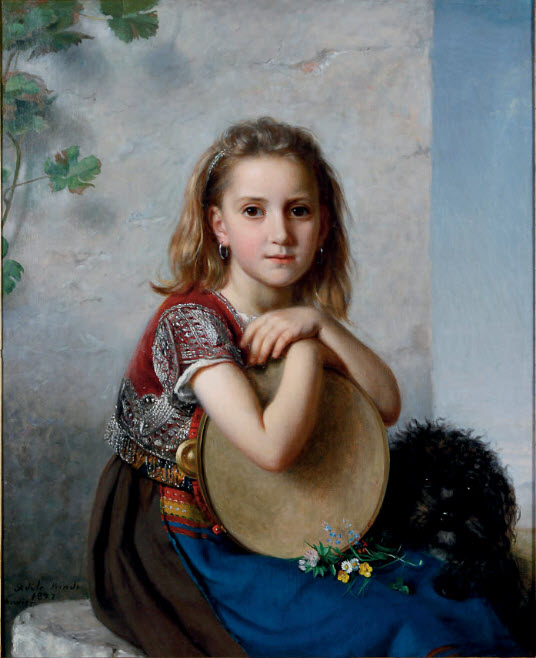
Retrat d'una noia i el seu gos, 1877

## Exposicions
L'any 2002 el Museu Reial de Belles Arts d'Anvers va presentar les seves obres durant una gran exposició.